# Lauritz Michael von Müllen
Lauritz Michael von Müllen (født 25. august 1800 på Davgård ved Vejle, død 10. februar 1878) var en dansk officer og politiker.
Han var søn af Johan Ludvig von Müllen (1758-1808), af en oprindelig hollandsk slægt (Mollengraff, Molengracht), der var kommet til Danmark og siden 1719 havde ejet den nævnte gård; hans moder hed Charlotte Dorothea f. Utzon (død 1829).
Han kom 1814 ind på Landkadetakademiet og blev 1820 løjtnant i fodfolket. Han var tidlig grebet af frihedsideer og ønskede at hjælpe både ved grækernes og senere ved Belgiens frihedskamp, men fik ikke tilladelse dertil. Da han også tog virksom del i de frisindede foreninger og ingen dølgsmaal lagde på sine ønsker om indgribende ændringer i vore militære forhold, blev han 1842 ved den store hærreduktion afskediget som kaptajn. Han skrev 1844-45 2 skrifter om værnepligt og væbningsvæsen i Danmark (oprindelig artikler i Kjøbenhavnsposten) og 1848 Forsøg til et Exercerreglement for Infanteriet ved en Folkevæbning. 1848 blev han igen taget til militær tjeneste og førte bl.a. kompagni under Fredericias belejring; fik derefter majors titel, men følte sig ellers tilsidesat.
I maj 1853 valgtes han til Folketinget i Ringstedkredsen og genvalgtes uafbrudt indtil 1872; sad også i Rigsrådets Folketing 1864-66. Han valgtes af bønderne, og valgkampen var 1858 så bitter, at han om aftenen efter valget ved afrejsen blev alvorligt såret med et knivstik. Medens han i militære spørgsmål samstemmede med A.F. Tscherning, fulgte han i politisk henseende stadig J.A. Hansen, blev også 1855 medlem af bestyrelsen for Bondevennernes Selskab og 1865 næstformand i Østifternes Folkeforening; 1856-60 var han formand for Københavns første arbejderforening. I Folketinget spillede han ingen stor rolle, skønt han 1853-56 havde sæde i Finansudvalget og 1870-72 var medlem af Det forenede Venstres Bestyrelse. Han var en ivrig demokrat (bortkastede 1842 sit "von") og havde en udpræget retfærdighedsfølelse. Han døde 10. februar 1878.
Müllen ægtede 1840 Kjartine Amalie Isfjord (1808-1874), datter af islandsk købmand Kjartan Isfjord (1774-1848) og Else Kirstine f. Colding (1778-1857).